# 大勲位蘭花章
大勲位蘭花章（だいくんいらんかしょう、英語:Grand Order of the Orchid Blossom、中国語:Dàxūnwèi lánhuā zhāng）は満洲国の勲章。 1934年3月1日、勅令第一号によって制定され、同年4月19日の法令によって発表された。 大勲位蘭花賞頸飾、大勲位蘭花大綬章の二つの勲位のみからなる。日本における大勲位菊花章に相当する。

## 意匠
意匠には蘭が選ばれた。溥儀の好きな花であったからとされる。綬は中心の大きな環と20の小さな環からなり、中間にエンドレス・ノット(盤長)の形の環で相互に連結されている。 小さな環の鎖は角が丸く溝の入った五角形の透し彫りで、雲を象徴する。 それらのうちの８つには緑色のエナメルで覆われた「八宝」が入っている。中央の環の左側に蓮華、宝瓶、金魚、盤長が、右側に法螺貝、法輪、宝傘、白蓋が刻まれている。 中央の環は溝の入った透し彫りの六角形で、雲を象徴しており、青く丸いエナメルのメダルが内接している。 このメダルは燃え盛る太陽の周りをうねうねと動く「雲中の」龍を描いている。 綬は金色で、幅は71mmである。様式化された皇帝の主な象徴である蘭の花の図像である。 記章は、黄色いエナメルの細い5本の「花弁」が重ねられたギザギザした丸いメダルのように見える。 星の中心には大きな真珠が固定されており、「花弁」の間には、それぞれに5個ずつ、小さな真珠が固定された金色の茎がある。 記章の裏側には「大勲位章」の四文字がある。 上部の「花弁」の長方形のブラケットを通して、記号がエナメルや真珠の付いていない、記号の縮小版の形をした中間の環に取り付けられる。 中間の環の上端には勲章の鎖に取り付けるための小さな穴がある。
この勲章は満洲国で最高位の勲章だったものであり、 大勲位蘭花章頸飾、大勲位蘭花大綬章の二つの階級があった。 頸飾は大きな略章を付ける君主や元首を想定していた。

## 受章者
少なくとも2回は授与され，ソ連の満洲侵攻後の1945年に中止された。
- 裕仁
- 溥儀
- 東條英機
- 梅津美治郎

ルーマニア国王ミハイ1世などの他の国王に下された可能性があるが，この主張を証明または反証するのに十分な情報がない。